# Real Madriz
Real Madriz is een Nicaraguaanse voetbalclub uit de stad Somoto. De club werd in 1996 opgericht en speelt sinds 2000 in de Primera División de Nicaragua, de hoogste klasse van het land. Tot dusver heeft de club nog geen prijzen gewonnen.
Real Madriz speelt haar thuiswedstrijden in het Estadio Solidaridad "Augusto Cesar Mendoza", dat een capaciteit heeft van 3000 toeschouwers.
De belangrijkste rivaal van de club is Deportivo Ocotal in het nabijgelegen Ocotal. Wedstrijden tussen de twee teams staan bekend als El Clásico de las Segovias.
Chinandega ·
Deportivo Las Sabanas ·
Deportivo Ocotal · 
Deportivo Walter Ferretti · 
Diriangén · 
Juventus Managua · 
Managua · 
Real Estelí · 
Real Madriz · 
UNAM Managua